# خلوة (مدرسة)

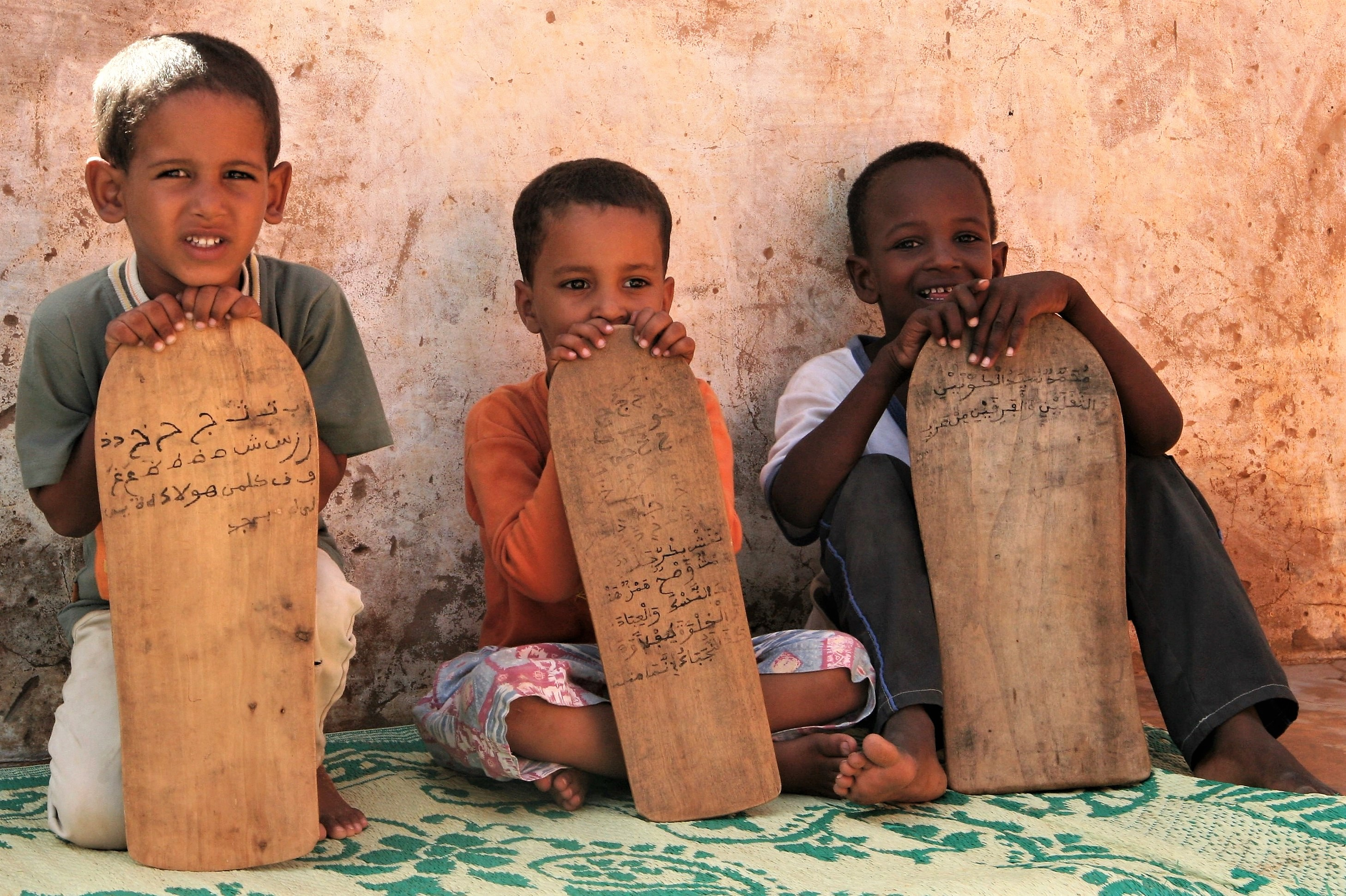
أطفال صغار يتلقون دروس القرآن على ألواح خشبية في موريتانيا، غرب أفريقيا

 الخلوة  (وجمعها خلاوي) هي مدارس قرآنية في السودان أشبه بمدارس الكتاتيب في مصر.ولها دور مهم وأساسي في تاريخ التعليم في السودان.

## نشاة الخلاوي في السودان

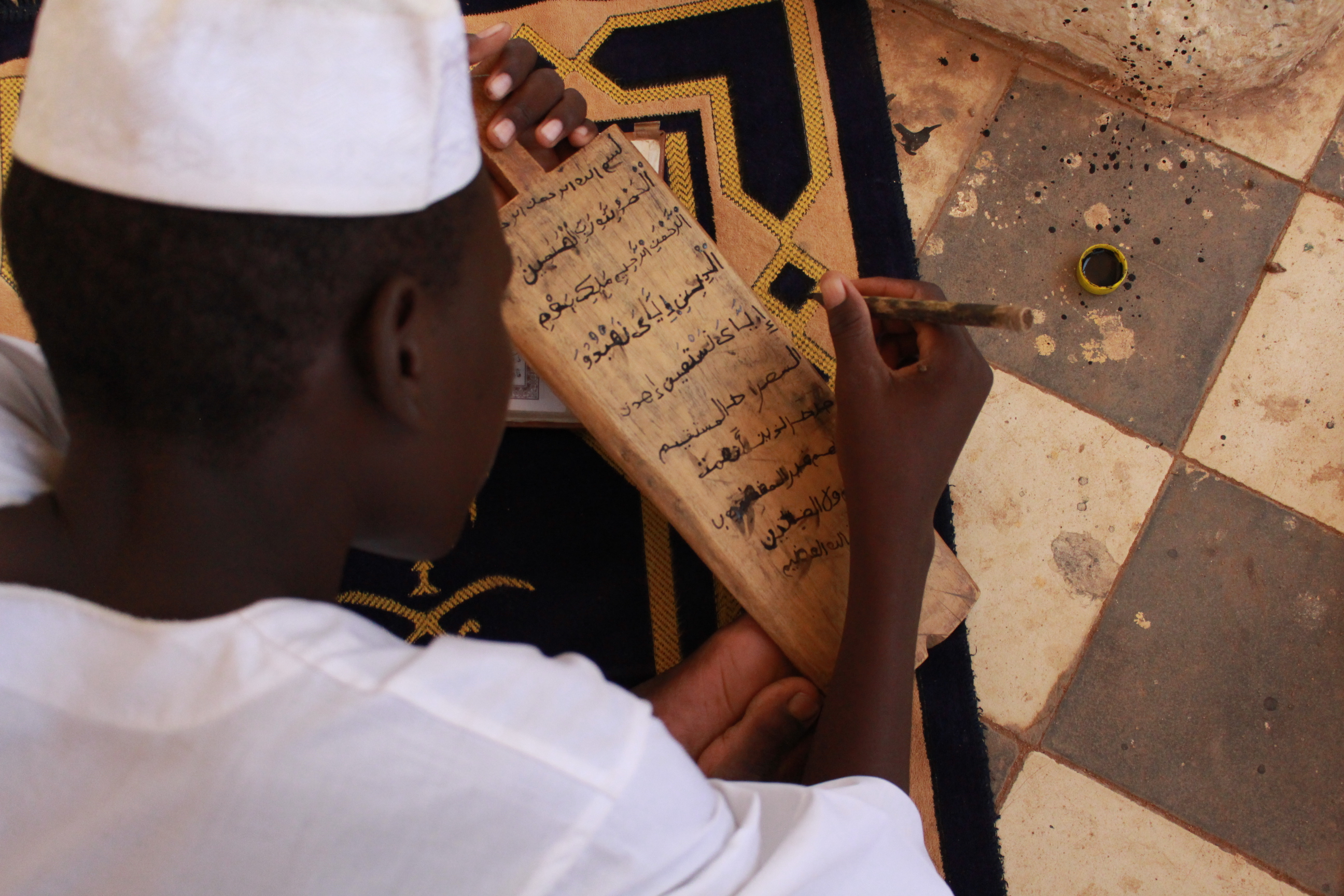
الخلوات في السودان

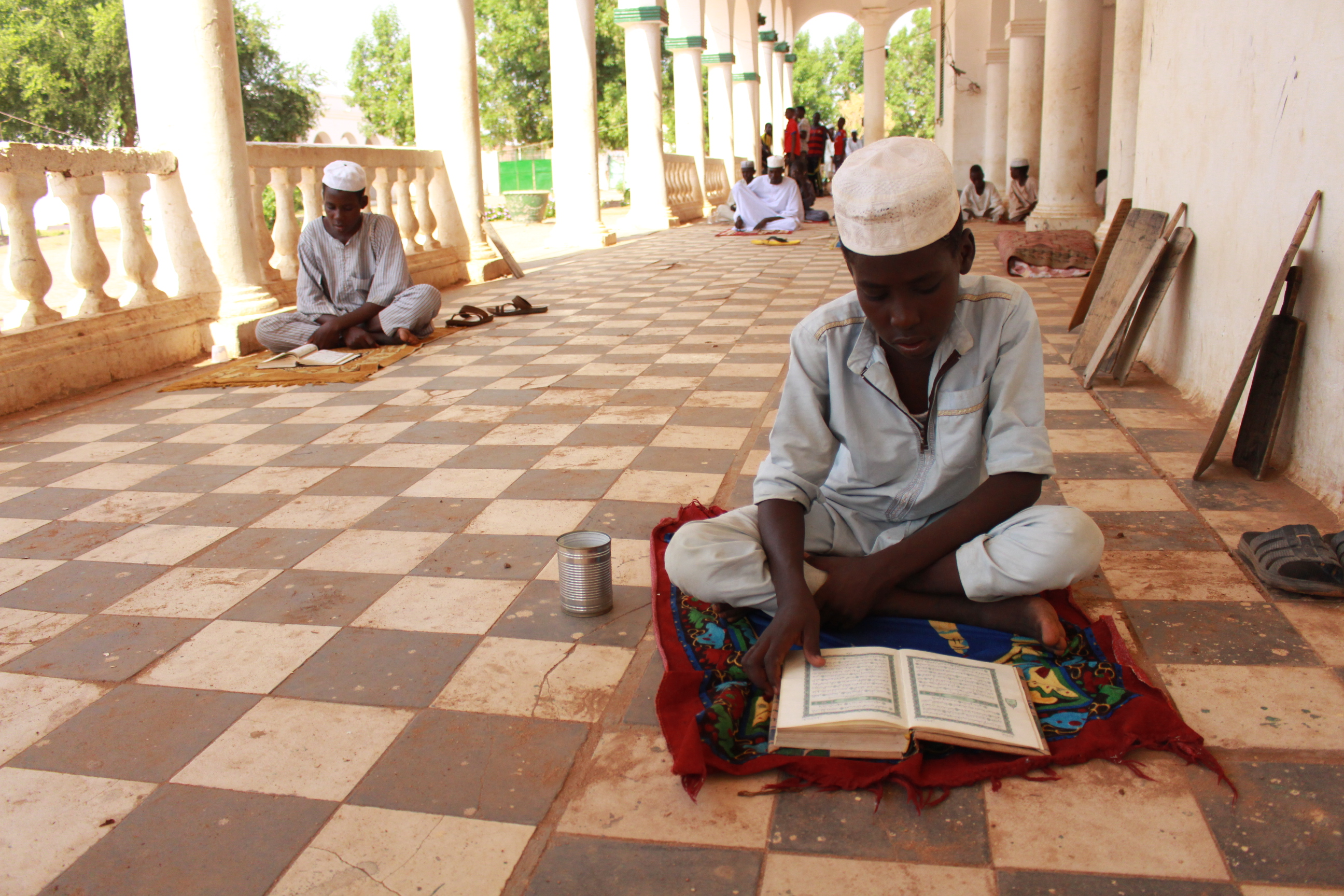

كان أول ظهور لها أثناء حكم الشيخ عجيب المانجلك 1570 -1611 وقيل قبل ذلك إلا ان الثابت انها توسعت في عهده، وبدأت كحل وسط لسيطرة تيارين دينيين على السودان في هذا الوقت، وهما علماء المذهب المالكي الذين يرفضون تعليم أو صلاة الصبية في المساجد، وشيوخ الصوفية الذين ينزعون إلى الاختلاء بالنفس بعيدًا عن الناس. فكان أن بنيت الخلاوي كبيوت ملحقة بالمساجد.
− وتعرف الخلوة بأسماء عديدة مثل القرآنية أو الجامعة أو المسيد ويستخدم اسم المسيد أيضا للمسجد. فيما تعرف واحدتها باسم شيخها فيقال خلوة الشيخ فلان. وقد طغت أسماء بعض الخلاوي المشهورة على عموم منطقتها كود الفادني وود كنان في الجزيرة وغيرها.

## أسلوب التعليم في الخلوة
لا ينقسم الطلاب في الخلوة إلى فصول دراسية كالمعهود في المدارس الحديثة وإنما تتبع الخلوة منهجا فرديا يعتمد على تلقي الطالب للعلم مباشرة من شيخه واحدا لواحد حيث يتابع الشيخ طلابه ويعلم كلا منهم حسب مقدرته ومستواه فلا يحتاج الطالب عددا معينا من السنين للتخرج بل يتقدم حسب قدرته. ويمكن للشيخ الواحد -بمعاونة الطلاب المتقدمين- أن يشرف على نحو مئة من الطلاب كل منهم في مستوى تعليمي مختلف عن أقرانه.

## وسائل التعليم في الخلوة
يبدأ طالب الخلوة بالكتابة «رسم الحروف والشكل وضبط الكلمات» على التراب برؤوس أنامل اليد من غير احتياج لوسائل مساعدة حتى يتقن الطالب الحروف والقراءة.
ثم يستخدم قلم البوص للكتابة على اللوح وقد يستخدم الشيخ نواة بلحة لرسم الحروف على لوح التلميذ الذي يتتبعها بقلمه وما زالت نفس الأدوات تستخدم منذ القدم دون تغيير وجميعها من المواد المحلية التي يصنعها الطلاب بأنفسهم.

## اليوم الدراسي في الخلوة

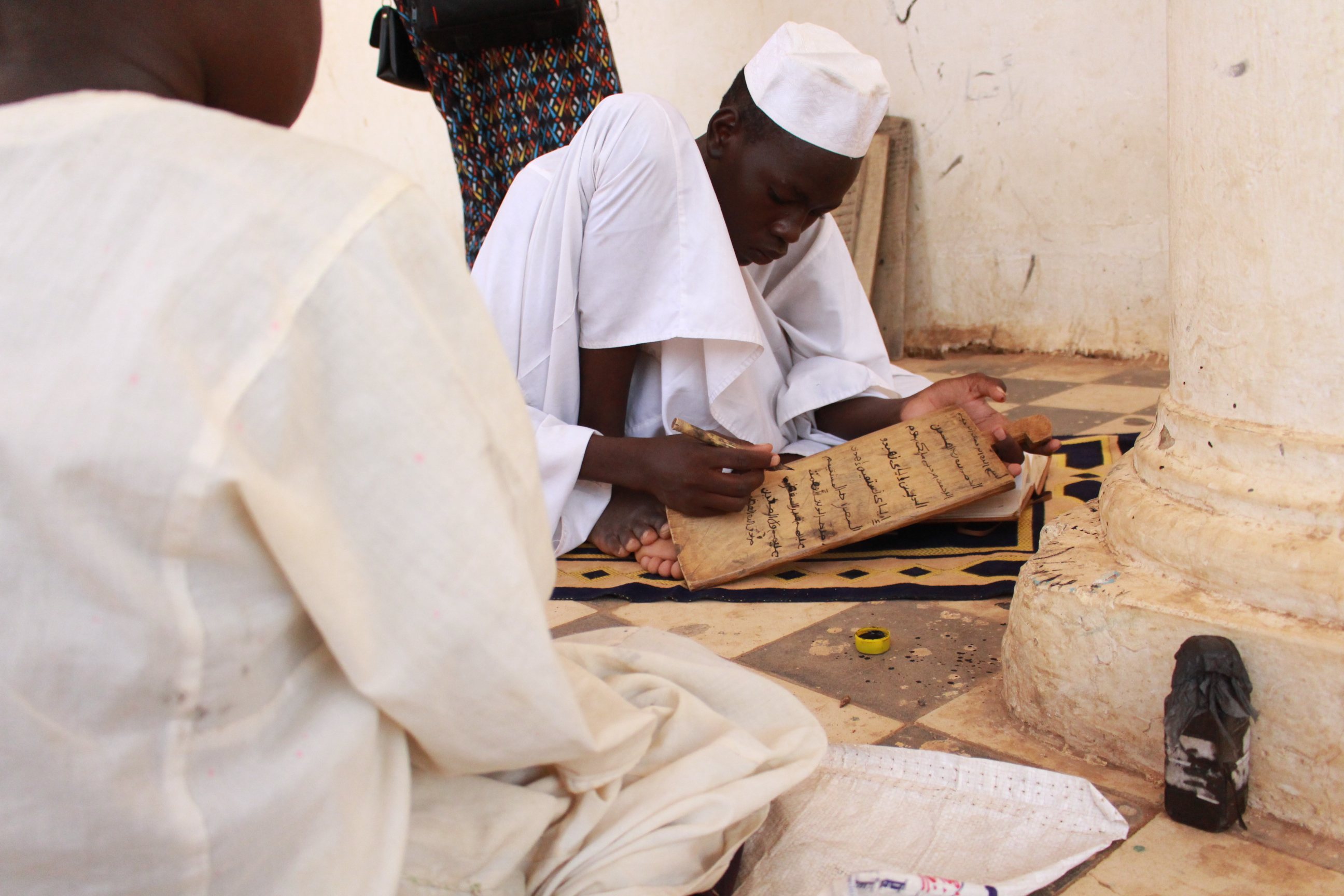

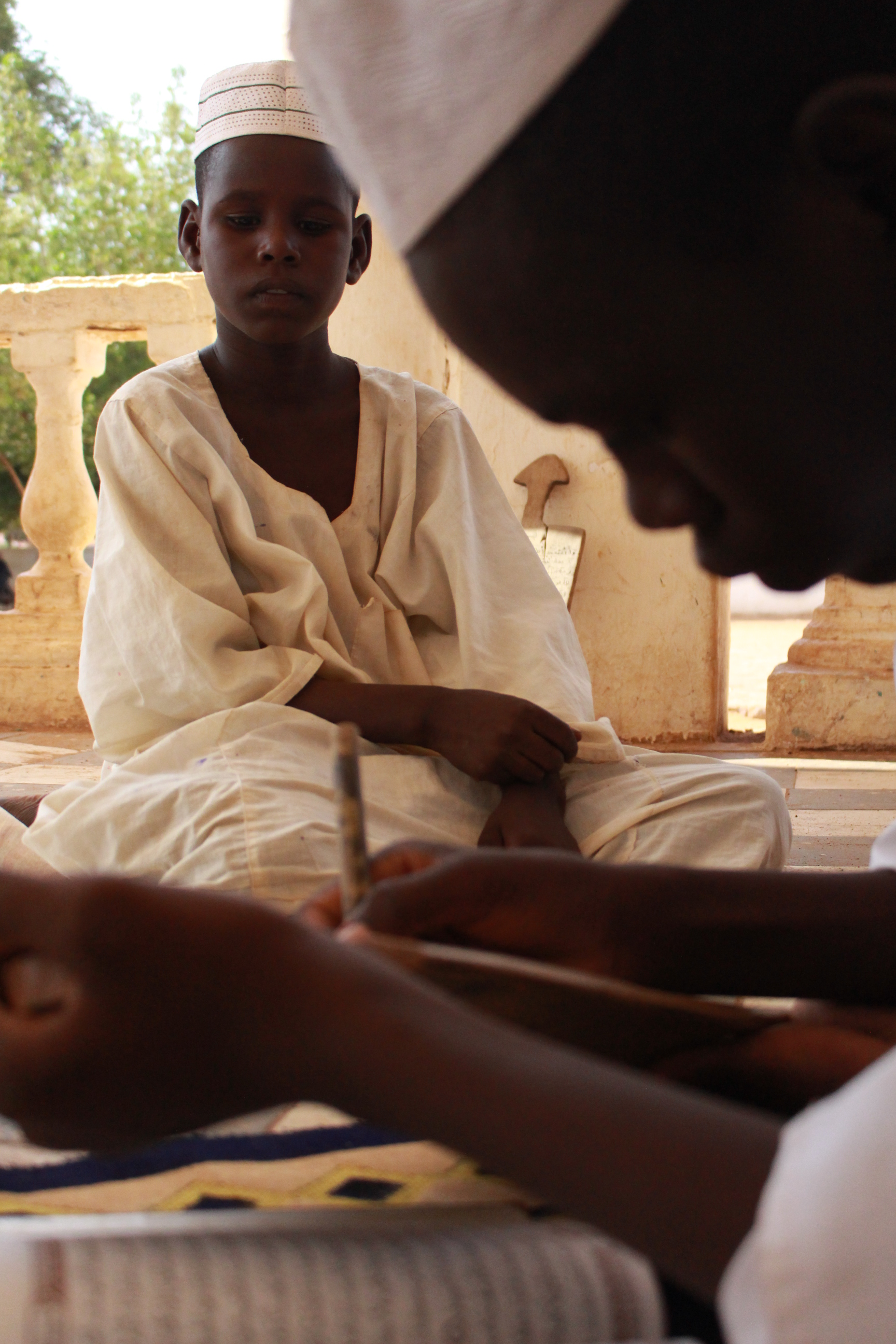

يستمراليوم الدراسي في الخلوة منذ الثالثة والنصف صباحاً وحتي العاشرة مساء. ويبدأ اليوم بفترة تسمى بالدغيشة من ما قبل صلاة الفجر ويحفظ فيها الطلاب المقرر اليومي الذي يحدده الشيخ لكل طالب على حدة على حسب همته وذكائه.
والفترة عقب صلاة الفجر تكون فيها «الرَّمية» وعند الرمي يأخذ الشيخ مكانه ساعة الشروق، ويتحلق الطلاب حوله جلوسا على هيئة جلوس التشهد في الصلاة.
ولكي يرمي الشيخ على الطالب لا بد أولا من أن يسمعه الطالب آخر ما وقف عليه مما رماه عليه البارحة، كأن يكون مثلا قوله تعالى: (ولهم فيها أزواج مطهرة، وهم فيها خالدون) فيرمي عليه ما بعد تلك الآية مثلا وهو قوله تعالى: (إن الله لا يستحي أن يضرب مثلا ما بعوضة فما فوقها). ويلتقط الطالب من فم الشيخ ما سمعه، فيبدأ في كتابته على لوحه، ويرمي الشيخ لمن بعده وبعده في هذه الأثناء حتى ينتهي الطالب من الكتابة فيعيده عليه، فيرمي عليه الشيخ الذي بعده، وهكذا، حتى يأمره الشيخ فيقوم ليتنحى إلى جانب من جوانب الخلوة، ويشرع في حفظ ما كتب، وترى الشيخ يرمي من حفظه أو من المصحف في لحظات متقاربة من ساعة الرمي، على أكثر من طالب، في أكثر من سورة قرآنية، وغالبا ما يكون هؤلاء الطلاب من خيرة وأكفأ من عنده، ثم بعد ذلك يوكل إليهم الرمي على من هم دونهم في السن والحفظ.
والفترة من بعد شروق الشمس حتى العاشرة والنصف وتُسمى «بالضَّحَوَة» وفيها يُراجع الطالب ما حفظ بالأمس منفرداً ثم بعد ذلك يعرض ما كتبه صباح اليوم في «الرَّمية» على الشيخ ليصحح له أخطاءه، ويُعرف هذا التصحيح باسم «صحة القلم».
ثم يقيل الطالب من الحادية عشر حتى الثانية وفيها يتناول الطالب إفطاره ويتناول قسطاً من الراحة حتى صلاة الظهر التي تبدأ بعدها فترة «الظهرية»، وفيها يقرأ الطالب على الشيخ ما كتب في اللوح في الرَّمية تصحيحاً لقراءته ونطقاً وتجويداً، ويُعرف هذا التصحيح «بصحة الفم أو صحة الخشم»، وتنتهي الظهرية بصلاة العصر، وتبدأ بعدها فترة «المطالعة» وفيها يقرأ الشيخ ويتابع الطالب من لوحه وتنتهي قُبيل المغرب، ثم بعد الصلاة يعرض على الشيخ ما حفظه بالأمس وتُسمى «بالعرضة» وبعد العشاء حتى العاشرة يقرأ الطالب فيها سبعة أجزاء من حفظه وتُسمى «السُّبُع» وهو يدور في محيط مساحة منبسطة كان في القديم توقد فيها نار تُسمى «التُّقابة» والفترتين من المغرب حتى العشاء ثم العشاء حتى العاشرة تسميان المغربية الأولى والمغربية الثانية، وهذا البرنامج لا يتوقف إلا في إجازة العيدين، وهي الإجازة الوحيدة التي تعرفها الخلوة.

## الشرافة
ليست في الخلوة حفلات تخرج ونظام للأنتقال من فصل إلى اخر أو من مرحلة إلى أخرى كما يوجد في المدارس النظامية ولكن في الخلوة ما يعرف بالشرافة وهي احتفال بإكمال الطالب لجزء معين من القرآن الكريم. مثلا ً الشرافة الأولى هي «شرافة عم» وتكون عند وصول الطالب أو الطالبة إلى سورة النبأ والشرافة الثانية وهي «شرافة تبارك» عند الوصول إلى سورة الملك وهكذا إلى ان يصل الطالب أو الطالبة إلى الشرافة الكبرى والأخيرة الختمة عند الوصول إلى سورة البقرة.ويمكن مقارنة حفلة الشرافة في الخلوة بالانتقال من صف واحد إلى الذي يليه في المدارس النظامية إلا َّ ان تقدم الطالب في الخلوة ليس مرهونا بفترة زمنية معينة وكل طالب كان يتقدم من سورة إلى التي تليها ومن جزء إلى الذي يليه حسب مقدرته.
من عادات الشرافة زخرفة لوح الطالب برسم قبة ومنارة مسجد وتلوينها بألوان زاهية ويكتب عليها بخط جميل الآيات الأولى من السورة التي وصلها. وقد تولم أسرة الطالب لطلاب الخلوة.وفى اليوم التالي للشرافة كان هناك من يحمل لوحه المزخرف ويذهب به إلى السوق يعرضه على الناس وهو ينتقل من دكان إلى اخر والناس تعطيه العطايا ولكنها ليست عادة شائعة. وقد تصاحب وليمة الشرافة هدية من اسرة الطالب للشيخ وتعتمد قيمة الهدية على عدة عوامل من بينها الوضع الاقتصادي لأسرة الطالب والدرجة التي وصل إليها الطالب في حفظ القرآن، وتزيد قيمة الهدية كلما تقدم الطالب في حفظ القرآن وقد تكون هذه الهدية كبيرة إذا كان الطالب يحتفل بشرافة ختم القرآن.